# Charles Laubry (médecin)
Pour les articles homonymes, voir Charles Laubry.
Charles Laubry, né le 11 novembre 1872 à Saint-Florentin et mort le 11 août 1960 à Flogny, est un médecin et cardiologue français.

## Biographie
Charles Laubry naît à Saint-Florentin le 11 novembre 1872, le jour de l’anniversaire de sa mère Virginie Laubry née Durand. Son père, Charles Laubry, né en 1845 à Avrolles, avait été instituteur sous Napoléon III, mais pris par la politique, il avait quitté l’enseignement. Il termine sa carrière politique comme sénateur de l'Yonne.
L’année suivant sa naissance, le trio familial s’installe à Flogny, à une douzaine de kilomètres de Saint-Florentin, tout d’abord en plein centre du village. Ayant acquis une maison située au milieu d’un terrain assez vaste bordé par le canal de Bourgogne et la route de la gare, ils y habitent de façon définitive. L’enfant, qui devait rester fils unique, grandit au milieu de la nature. Il fait ses études primaires à Flogny puis est inscrit au collège de Tonnerre pour poursuivre ses études secondaires. Il prépare un baccalauréat de lettres avant de s’inscrire à la faculté de médecine. Il se marie en 1906 avec Gabrielle Michel. 

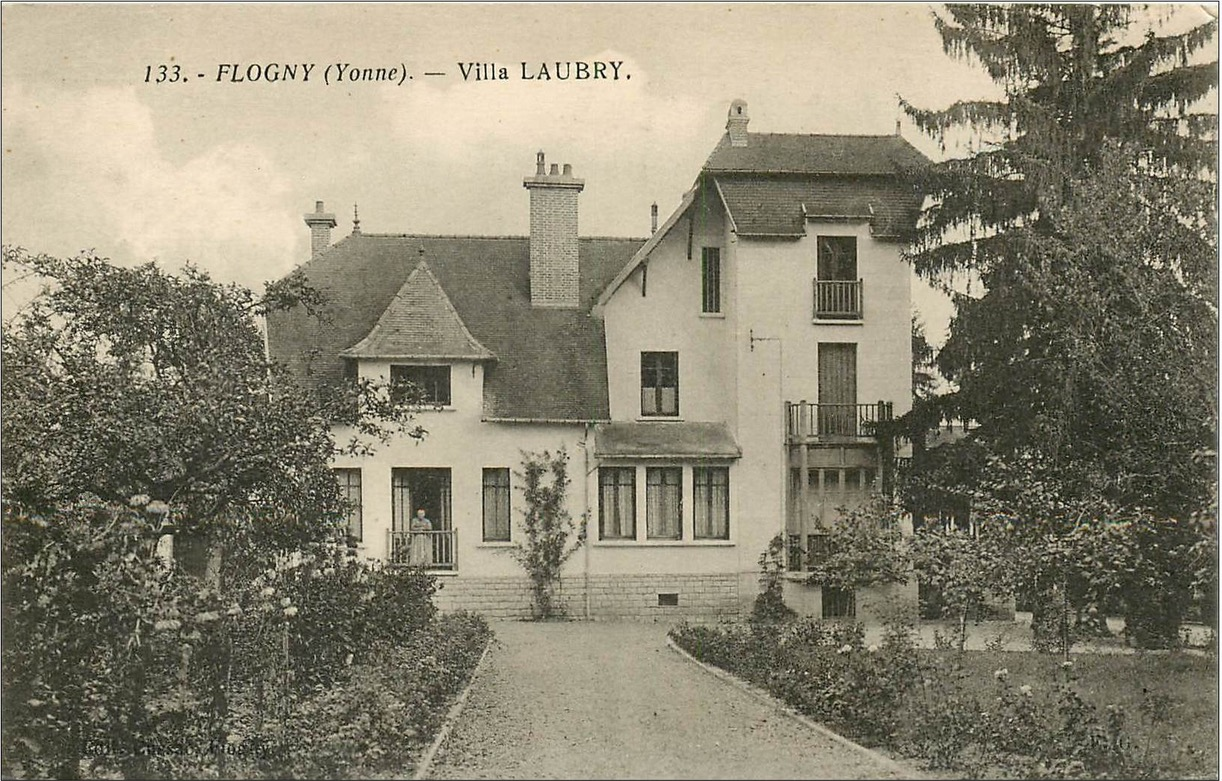
Maison de Charles Laubry à Flogny

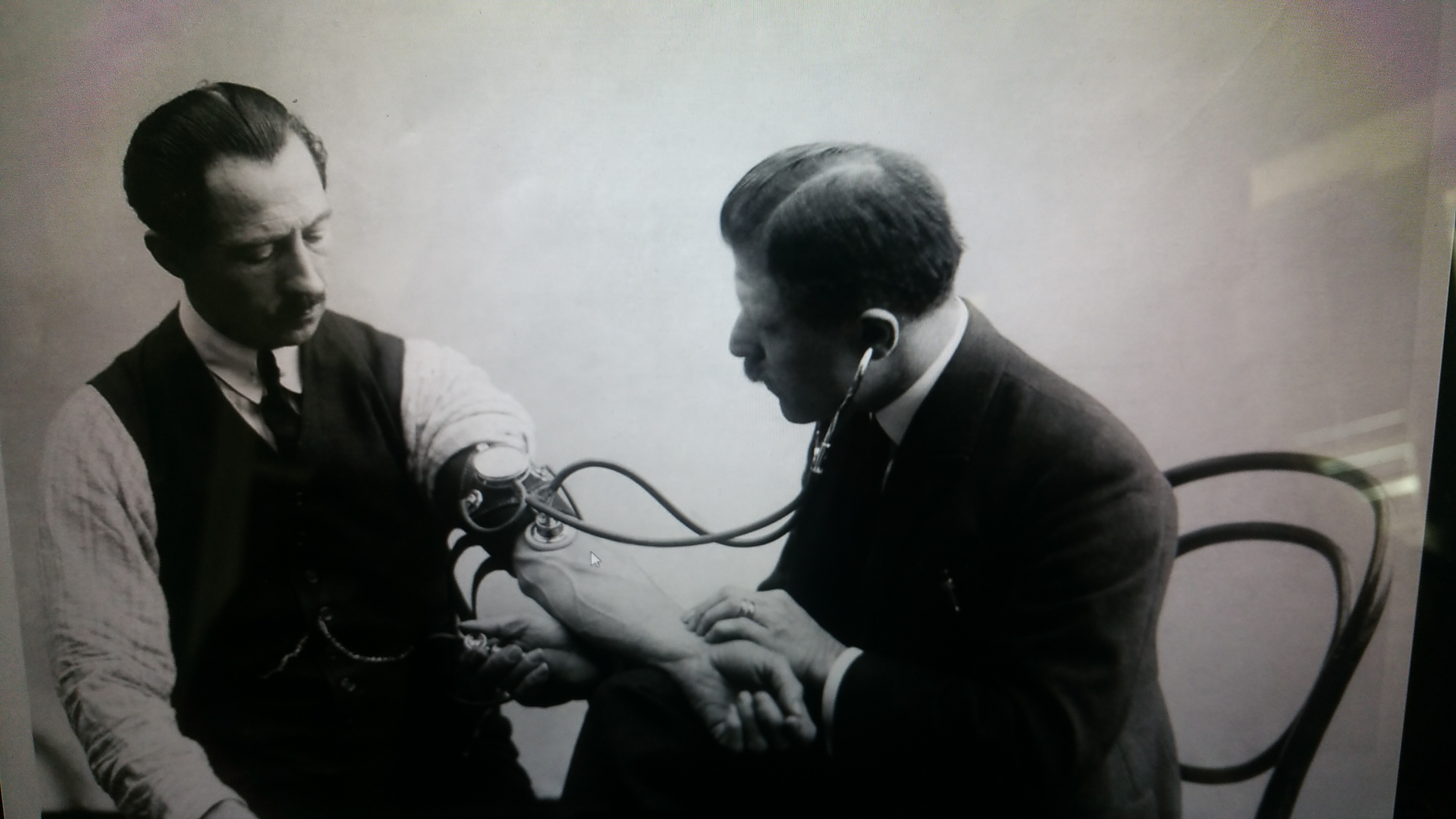
Charles Laubry prend la tension à Emile Spengler

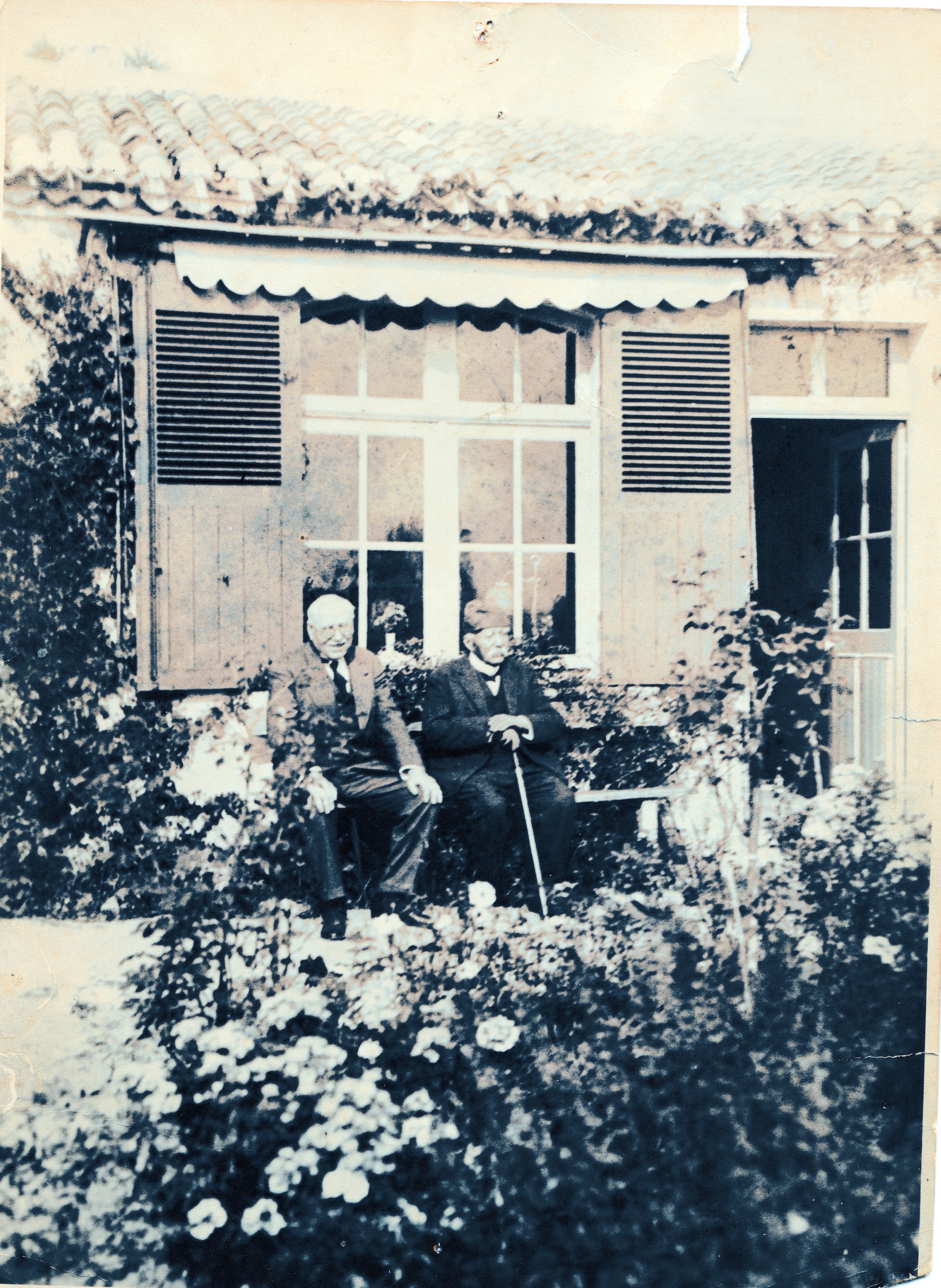
Charles Laubry, ami de Georges Clemenceau devant la fenêtre du bureau de celui ci dans sa maison de Saint-Vincent-sur-Jard en Vendée.

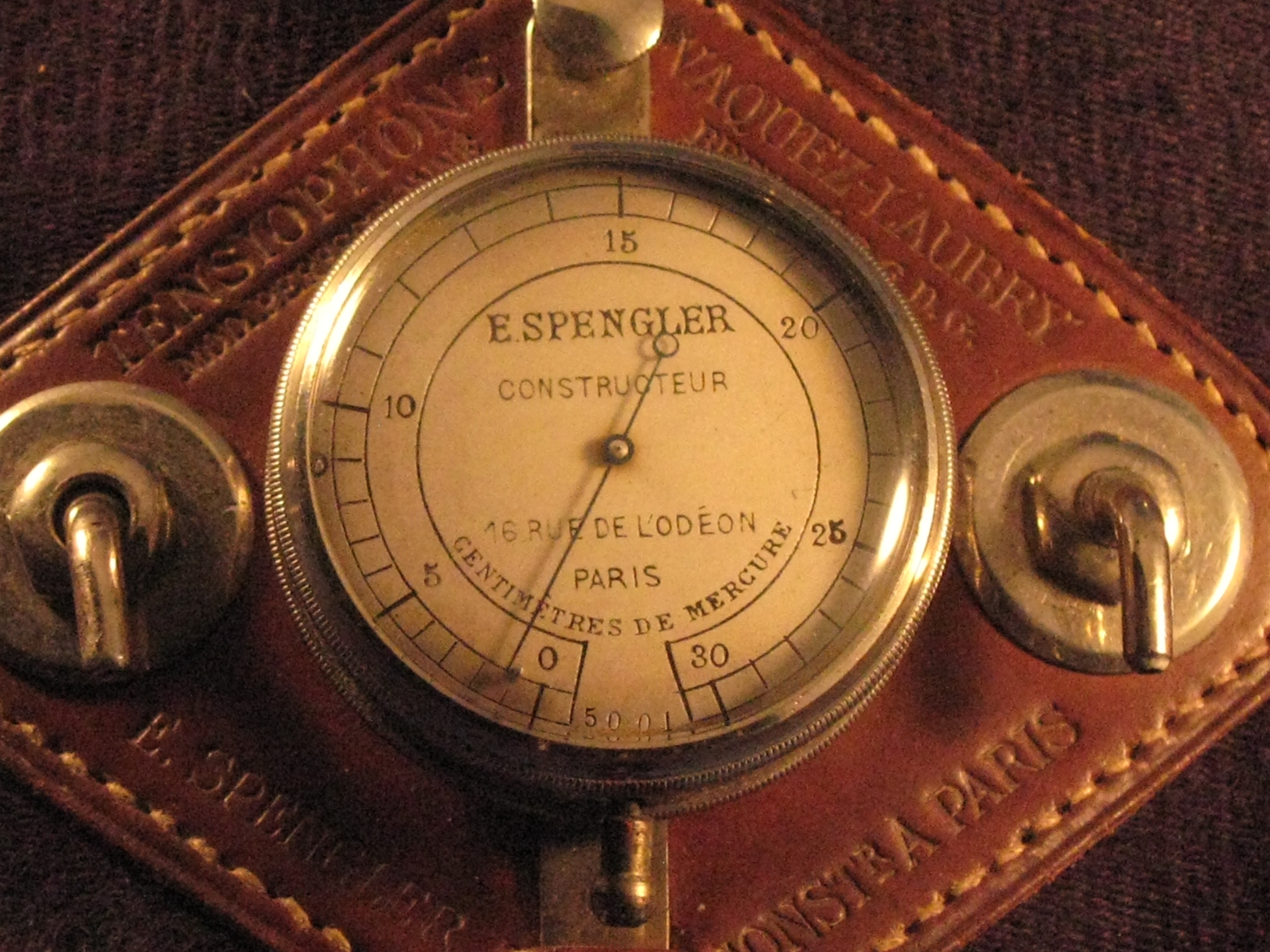
tensiomètre Spengler, Vaquez, Laubry de 1911

En 1907, après de longs mois de recherches avec Henri Vaquez et Emile Spengler ils inventent le tensiomètre permettant à mesurer la pression artérielle. 
Il crée en 1937 la Société française de cardiologie qui compte aujourd'hui 3 000 membres. Il est élu membre de l'Institut de France, section Académie des sciences, honneur que lui avaient valu ses travaux sur la tension artérielle et la découverte de la mesure clinique de la tension artérielle avec mise au point de l'appareil de mesure sphygmomanomètre avec brassard. Cet appareil porte son nom et celui de son maître Henri Vaquez. Il meurt le 11 août 1960 à Flogny où il est enterré.